# Oostkantons
De Oostkantons, soms ook Oost-België of Eupen-Malmedy genoemd, zijn de kantons Eupen (inclusief Kelmis = Neutraal Moresnet), Malmedy en Sankt Vith, die gelegen zijn in het oosten van de Belgische provincie Luik en die grenzen aan Duitsland, waarvan ze na de Eerste Wereldoorlog, ingevolge het Verdrag van Versailles, werden geannexeerd door de Belgische staat. Ze vormen taalkundig en cultureel een overgangszone tussen België en Duitsland en hebben sinds 1815 onder sterk wisselend bestuur gestaan.

## Bevolking
In totaal wonen er 97.693 mensen in de Oostkantons (2019), waarvan 77.527 in de Duitstalige Gemeenschap en 20.166 in de Franstalige gemeenten Malmedy en Weismes. In de Duitstalige Gemeenschap is bijna de gehele bevolking (zeker 95%) Duitstalig, maar er zijn in alle gemeenten faciliteiten voor Franstaligen. De gemeenten Malmedy en Weismes zijn overwegend Franstalig maar hebben faciliteiten voor Duitstalige Belgen.

## Geografische bijzonderheden
De regio van de Oostkantons is het hoogstgelegen gedeelte van België met onder andere het Signal de Botrange dat met 694 meter TAW of 692 boven NAP of NN het hoogste punt van België is. 
In de Oostkantons ligt ook het oudste Belgische natuurreservaat: de Hoge Venen. Met zijn oppervlakte van 35 km² is het ook het grootste. Het maakt deel uit van het grensoverschrijdende Natuurpark Hoge Venen-Eifel dat ongeveer 678 km² beslaat. De Oostkantons liggen op de overgang tussen de Ardennen en de Eifel. Vandaar dat voor de gebieden tegen de Duitse grens ten zuiden van Eupen vaak de term Belgische Eifel gebruikt wordt.
Er zijn stuwdammen gebouwd op de Warche (in Bütgenbach en Robertville) en op de Vesder (in Eupen), rivieren die beide tot het stroomgebied van de Maas behoren. Het zuidoosten van de streek behoort via de Our tot het stroomgebied van de Rijn.
Zowel het drielandenpunt met Nederland en Duitsland als dit met Duitsland en Luxemburg liggen op het grondgebied van de Oostkantons in respectievelijk Neu-Moresnet en Ouren.
Door de aanhechting van de Oostkantons in 1920 verschoof het Geografisch middelpunt van België zowat 30 kilometer oostwaarts van Itter naar Nil-Saint-Vincent.

## Topografie
Sinds de gemeentelijke herindeling van 1976-1977 bestaat het gebied van de Oostkantons uit de 3 kantons en 11 gemeenten. Hieronder een lijst van deze gemeenten, met hun deelgemeenten en eventuele Franse of Duitse naam, geordend per kanton. Tussen 1816 en 1920 bestond dit gebied uit de districten: Kreis Eupen en Kreis Malmedy. Kreis Eupen kwam overeen met het huidige kanton Eupen. Kreis Malmedy kwam overeen met de huidige Kantons Sankt Vith en Malmedy.
Kanton Eupen (1+9 gemeenten bij aanhechting in 1925, 4 sinds 1977)
- Eupen: Eupen en Kettenis
- Kelmis (La Calamine): Kelmis, Neu-Moresnet en Hergenrath
  - Kelmis/Neutraal-Moresnet was reeds bij wet van 15 september 1919 door België geannexeerd
- Lontzen: Lontzen en Walhorn
- Raeren: Raeren, Eynatten en Hauset

Kanton Sankt Vith (15 gemeenten bij aanhechting in 1925, 5 sinds 1977)
- Sankt Vith (Saint-Vith): Sankt Vith, Crombach, Lommersweiler, Schönberg en Recht
- Bütgenbach (Butgenbach): Bütgenbach en Elsenborn
- Büllingen (Bullange): Büllingen, Manderfeld en Rocherath
- Amel (Amblève): Amel, Heppenbach en Meyerode
- Burg-Reuland: Reuland en Thommen

Kanton Malmedy (6 gemeenten bij aanhechting in 1925, 2 sinds 1977)
- Malmedy: Malmedy, Bévercé en Bellevaux-Ligneuville
- Waimes (Weismes): Waimes, Faymonville en Robertville

De Duitstalige Gemeenschap wordt gevormd door de kantons Eupen en Sankt Vith. Het kanton Malmedy, en bijgevolg de gemeenten Malmedy en Weismes, maken geen deel uit van de Duitstalige Gemeenschap en worden niet tot het Duitse taalgebied gerekend (hoewel er in voornoemde gemeenten wel faciliteiten voorzien zijn voor Duitstaligen).

## Taalsituatie

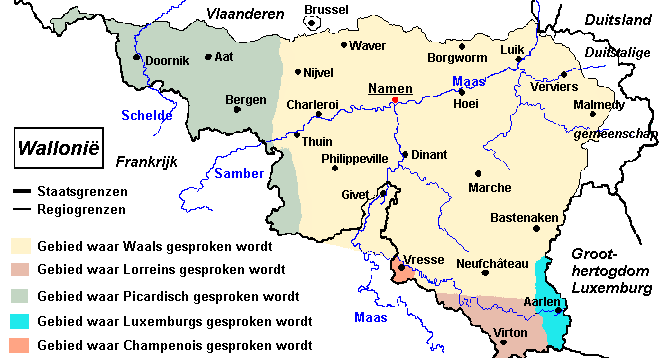
Het Waalse taallandschap
Variatie aan streektalen in Wallonië. Duitstalig Oost-België wit gelaten

De taalkundige situatie in de Oostkantons is complex, omdat het gebied op de grens ligt van de Romaanse en de Germaanse talen en bij een isoglosse binnen het Frankisch die het Germaanstalige gebied aldaar doorsnijdt.
In Aubel, Baelen, Plombières en Welkenraedt (aangrenzende gemeenten binnen de provincie Luik en de Franse Gemeenschap) bijvoorbeeld, alsook in Eupen, Kelmis en Lontzen, kan de lokale streektaal Limburgs (meer precies Platdiets) worden genoemd, terwijl de inwoners van Raeren een Ripuarisch dialect hebben en die van het kanton Sankt Vith Moezelfrankisch (Luxemburgs).
Anderzijds spreekt in Malmedy en Weismes de meerderheid van de bevolking Frans met daarnaast een minderheid die Duits spreekt. De Oostkantons als geheel moeten dan ook niet verward worden met het territorium van de Duitstalige Gemeenschap in België die in 1970 is gecreëerd. Bij de taalwetten van 1962 kregen de Oostkantons een tweetalig statuut (hoofdzakelijk Duits met een Franse minderheid). Alle gemeenten in Oost-België (de voormalige Oostkantons) hebben wel faciliteiten voor de anderstalige minderheid: 
- Duitstalig met Franstalige minderheid voor Eupen, Sankt Vith, Amel, Büllingen, Bütgenbach, Burg-Reuland, Kelmis, Lontzen en Raeren, die in 1970 een begin van autonomie kenden, toen de Duitstalige Gemeenschap gecreëerd werd.
- Malmedy en Weismes werden Franstalig met Duitstalige minderheid en kwamen in datzelfde jaar bij de Franse Gemeenschap.

De toenmalige Oostkantons bleven in hun geheel in de provincie Luik en zijn sinds de Belgische staatshervorming van 1980 deel van het Waalse Gewest in de provincie Luik. Het Waalse Gewest heeft wel enkele territoriale bevoegdheden overgedragen aan de Duitstalige gemeenschap, waaronder monumentenzorg, infrastructuur, stedenbouw en toezicht op de gemeentebesturen.

## Geschiedenis

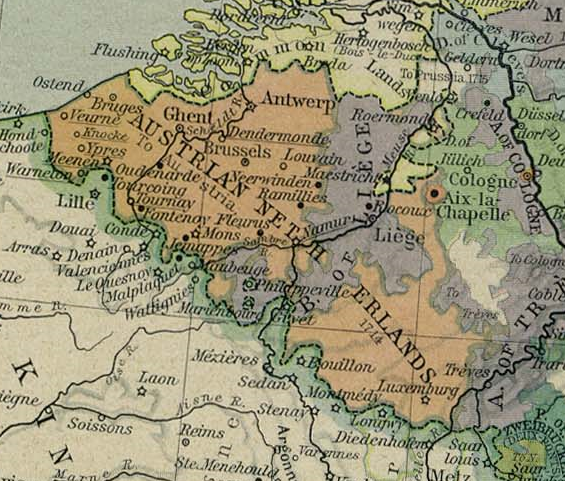
De Oostenrijkse Nederlanden en het Prinsbisdom Luik in 1786

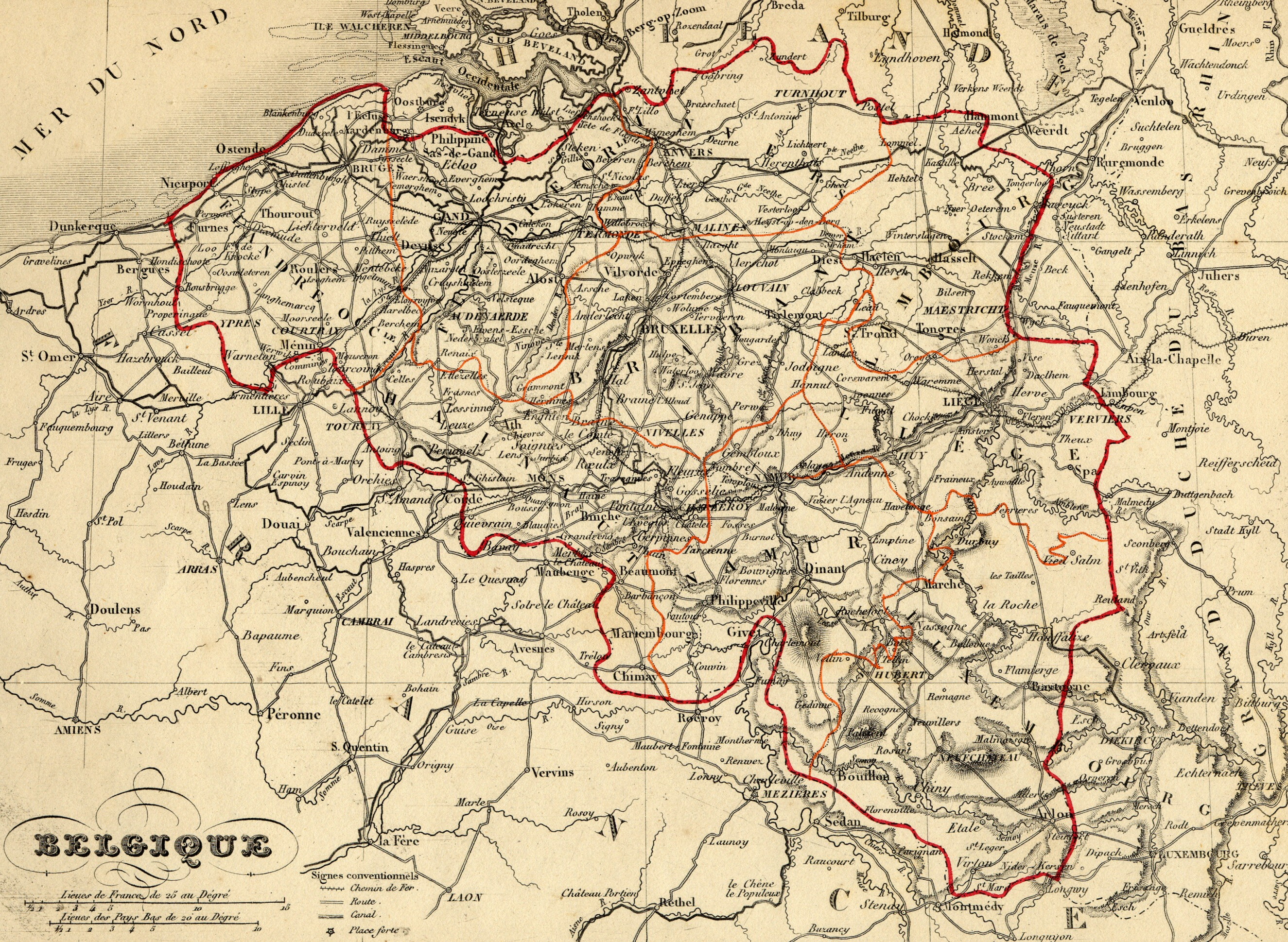
Kaart van België in 1843 met de toenmalige grenzen.
De Oostkantons maakten destijds deel uit van het Duitse territorium

### Vroegere geschiedenis (1082-1920)
Tot aan de Franse Revolutie hadden deze gebieden geen enkele staatkundige samenhang.

#### Zelfstandig, Luxemburgs, Limburgs
Bij het uiteenvallen van het hertogdom Neder-Lotharingen in de 10e en 11e eeuw ontstond het hertogdom Limburg. Dit omvatte voornamelijk het Land van Eupen. Na de Slag bij Woeringen (1288) ging Limburg samen met de Landen van Overmaas deel uitmaken van het hertogdom Brabant.
Het abdijvorstendom Stavelot-Malmedy was meer dan duizend jaar lang een zelfstandige staat binnen het Heilige Roomse Rijk, waarvan de abt wereldlijke macht had, te vergelijken met die van de prins-bisschoppen van het prinsbisdom Luik, waarmee het gebied soms een personele unie vormde. De streek van Sankt Vith behoorde tot het hertogdom Luxemburg.

#### Frans
De latere Oostkantons kwamen in de Franse tijd vanaf 1795 voor het eerst in eeuwen onder eenzelfde regionaal bestuur, dat van het departement Ourthe, waarvan de grenzen dwars door de soms eeuwenoude grenzen liepen.

#### Pruisisch
Met het grenstraktaat van Aken na het Congres van Wenen (1815) werd het departement Ourthe, waartoe ook nog Kronenburg en Schleiden hoorden, tussen Verenigd Koninkrijk der Nederlanden en Pruisen verdeeld, min of meer volgens Romaans-Germaanse taalgrens. In de streek van Eupen sprak men Ripuarisch of Limburgs, in de streek van Sankt Vith Luxemburgs. Malmedy en Weismes waren Waalstalig. In de Pruisische tijd werd in 1870 gedecreteerd dat het Hoogduits de enige taal voor onderwijs en administratie zou zijn.

### Recente geschiedenis

#### Nieuw-België
In de jaren 1920 werd voor deze kantons ook de naam Nieuw-België gebruikt. In 1920 waren ze in het kader van het Verdrag van Versailles (1919) afgescheiden van het Duitse Rijk en aan België gehecht. Ze dienden als compensatie voor de door België geleden oorlogsschade in de Eerste Wereldoorlog. Deze 20 tot 50 km brede grensstrook werd na een vijfjarige overgangsperiode in 1925 volledig in het Belgisch staatsverband opgenomen. In Duitsland duidt men dit gebied ook wel aan als Eupen-Malmedy, naar de beide voormalig Pruisische Landkreise. Met uitzondering van Neutraal-Moresnet waren deze districten vanaf 1815 Pruisisch geweest. De aan het kanton Eupen grenzende, eveneens niet-Romaanstalige gemeenten in de Platdietse streek die al sedert het Weense Congres Belgisch waren (Aubel, Plombières, Welkenraedt en Baelen) werden in deze periode ter onderscheiding ook wel Oud-België genoemd.

#### Belgisch

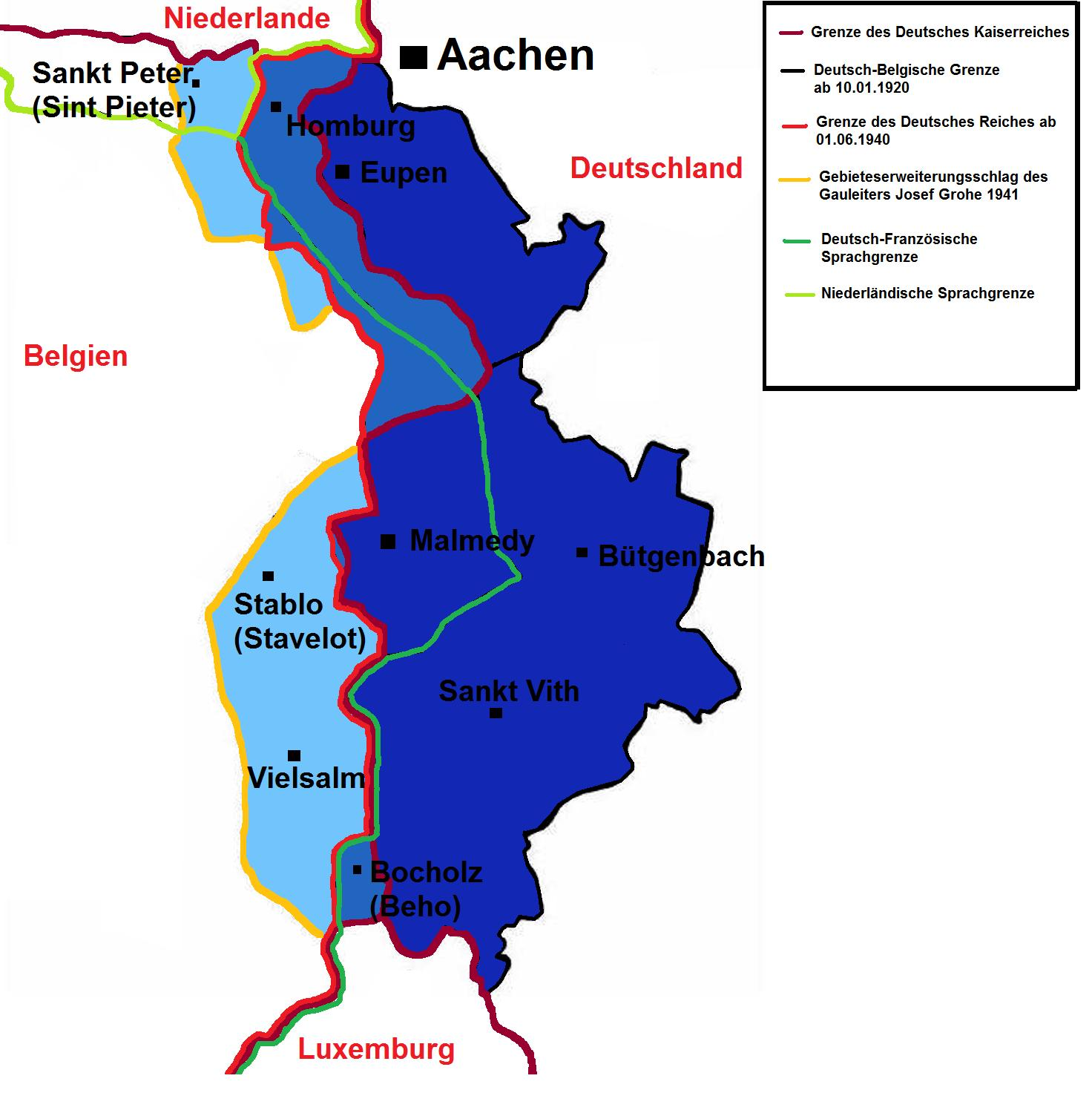
Grenswijzigingen tussen 1920 en 1945

De kantons Eupen en Malmedy werden in 1920 door België geannexeerd. In een overgangsfase (1920–1925) werden ze bestuurd door de regering-Baltia van generaal Herman Baltia In die periode ontstond ook het bisdom Eupen-Malmedy. In 1925 kwamen ze, net zoals het dwergstaatje Neutraal Moresnet, bij de provincie Luik. Het bisdom werd met het bisdom Luik gefuseerd. De benaming Oostkantons is in die periode ontstaan.

#### Duits
Tijdens de Tweede Wereldoorlog voegde Hitler ze in 1940 weer bij Duitsland. Officieel ging het slechts om het eenzijdig terugdraaien van het Verdrag van Versailles. In werkelijkheid gingen de annexaties verder dan dat en omvatten ze ook de platdietse streek en Beho (om taalkundige redenen) en enkele kleinere correcties ten nadele van België (om praktische redenen, onder andere om de weg Eupen-Malmedy langs de Baraque Michel volledig in Duitse handen te brengen).

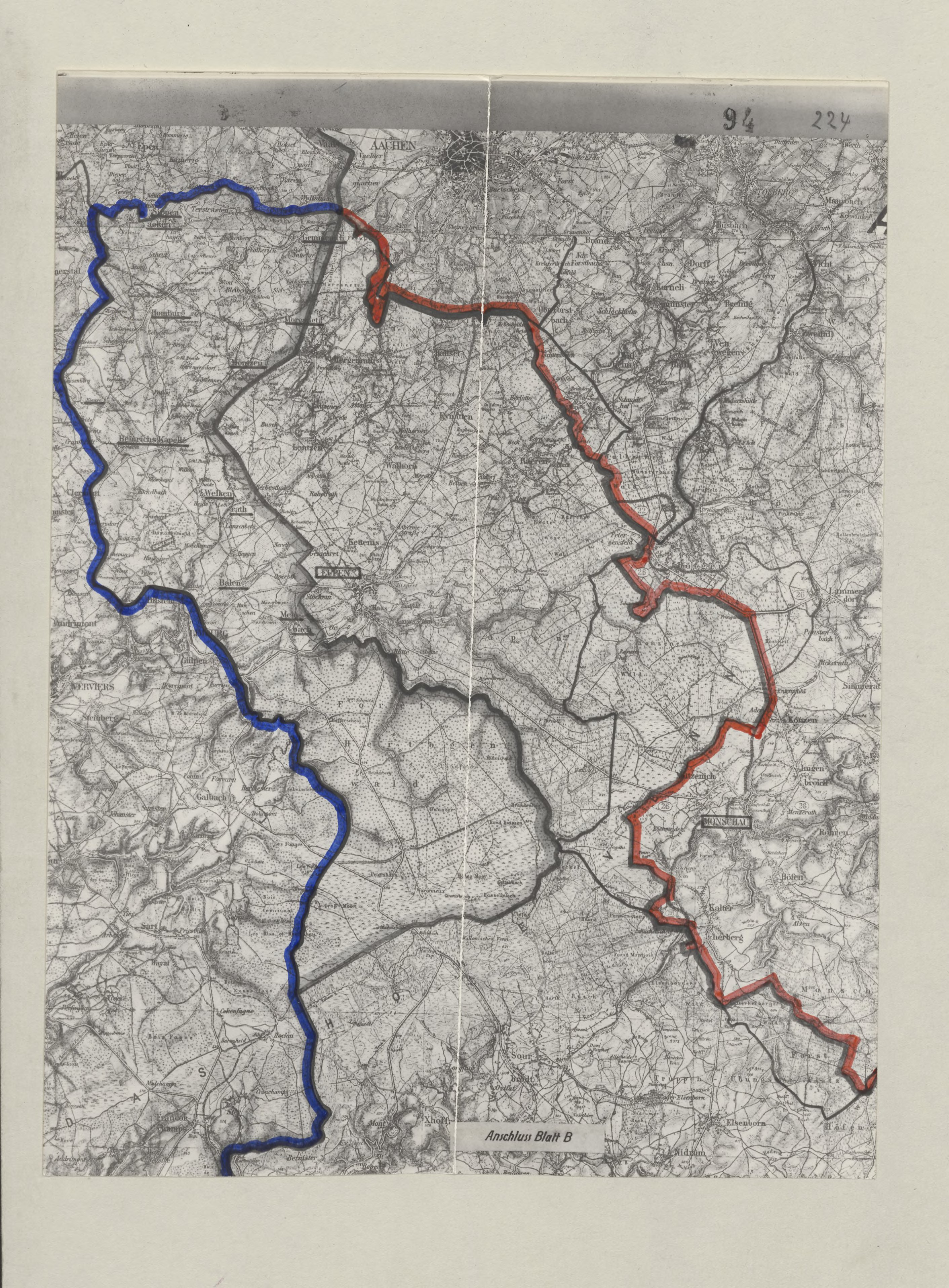
Kaart met de Duitse annexaties (noordelijke helft). In blauw de grens tijdens de Tweede Wereldoorlog, in grijs de grens voor 1919.

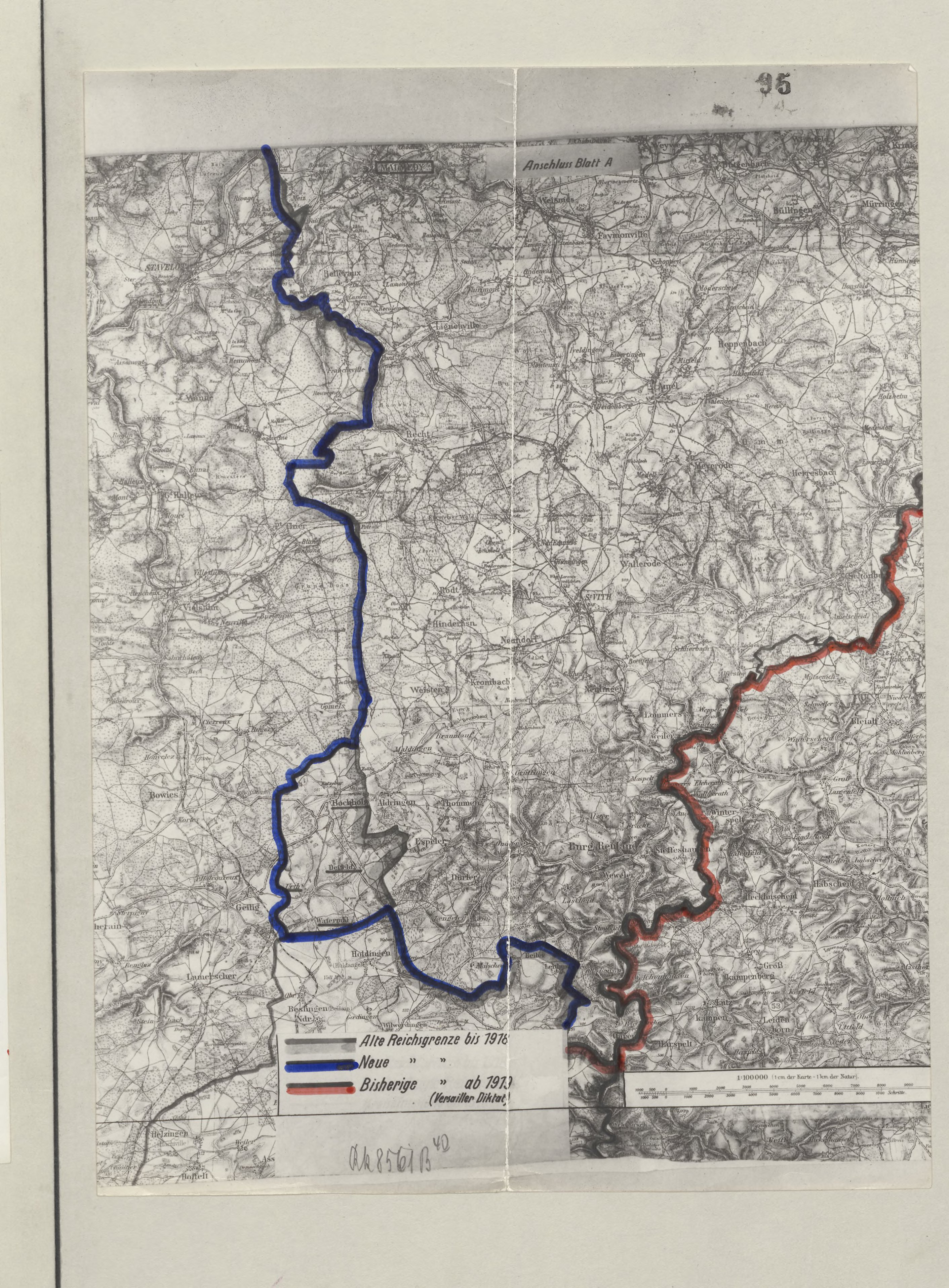
Kaart met de Duitse annexaties in 1940 (zuidelijke helft)

Onder het door hem aan het einde van de oorlog in gang gezette Ardennenoffensief, ook bekend als het Von Rundstedtoffensief, werden Malmedy en Sankt Vith bijna volledig verwoest. De bewoners werden als rijksburgers beschouwd en moesten dan ook willens nillens in het Duitse leger dienen. Meer dan 8.000 mannen werden ingelijfd in de Duitse Wehrmacht, meer dan 2.000 soldaten stierven voornamelijk aan het Russische Oostfront. Dit heeft na de oorlog tot schrijnende toestanden geleid, toen de overlevenden tijdens de repressie door de Belgische staat voor landverraad aangeklaagd werden en de omgekomenen een publiek monument ter nagedachtenis werd ontzegd.

#### Opnieuw Belgisch en nu tevens Waals
Na de oorlog werden de kantons opnieuw Belgisch. Ze kregen bij de taalwetten van 1962 een tweetalig statuut. Alle gemeenten van de voormalige Oostkantons hebben wel faciliteiten voor de anderstalige minderheid: Duits met Franstalige minderheid voor Eupen, Sankt Vith, Amel, Büllingen, Bütgenbach, Burg-Reuland, Kelmis, Lontzen en Raeren, die in 1970 een begin van autonomie kenden, toen de Duitstalige Gemeenschap gecreëerd werd. Die gemeenschap werd vervolgens een openbaar lichaam met een eigen regionaal parlement. De gemeenten die eronder vallen worden in het Duits bestuurd. Malmedy en Weismes waren Frans en kregen wel een erkende Duitstalige minderheid, maar ze kwamen in datzelfde jaar bij de Franse Gemeenschap. De Oostkantons of Oost-België vallen dus niet samen met Duitstalig België maar behoren sinds de oprichting van de gewesten, als gevolg van de staatshervorming, wel in hun geheel tot het Waals Gewest.